# Brantevik
Brantevik är en tätort i Simrishamns kommun i Skåne län.
Brantevik är ett fiskeläge på Österlen, ungefär fem kilometer söder om Simrishamn. Söder om orten ligger bad- och strövområdet Grönet med betade hagmarker och klippstränder.

## Historik
Den första kända bosättningen i Brantevik härrör från 1755. Brantevik hade kring sekelskiftet 1900 Sveriges största handelsflotta, räknat i antalet fartyg (118 fartyg år 1899). Det första fartyget hemmahörande i Brantevik var slupen Larus, som infördes i registret 1855. Under 1900-talet minskade antalet fartyg, och 1959 såldes de sista fartygen. Eftersom samhället var delat mellan två socknar, Östra Nöbbelöv och Simris, finns två hamnar och man hade två skolor, vindmöllor med mera. 
De första husen i området uppstod troligen i början av 1700-talet. Fiskelägena växte fram på utmarker tillhörande olika socknar, Simris i norr och Östra Nöbbelöv i söder. Vid 1800-talets början fanns det cirka 150 invånare, varav 22 var fiskare, och ett tjugotal båtar. Fisket gav vid den tiden en betydande mängd sill, lax, torsk och ål. Det fanns även skeppare som fraktade spannmål och andra varor. Vid Brantevik bestod marken av samfälld utmark där jordlösa hade rätt att bosätta sig.

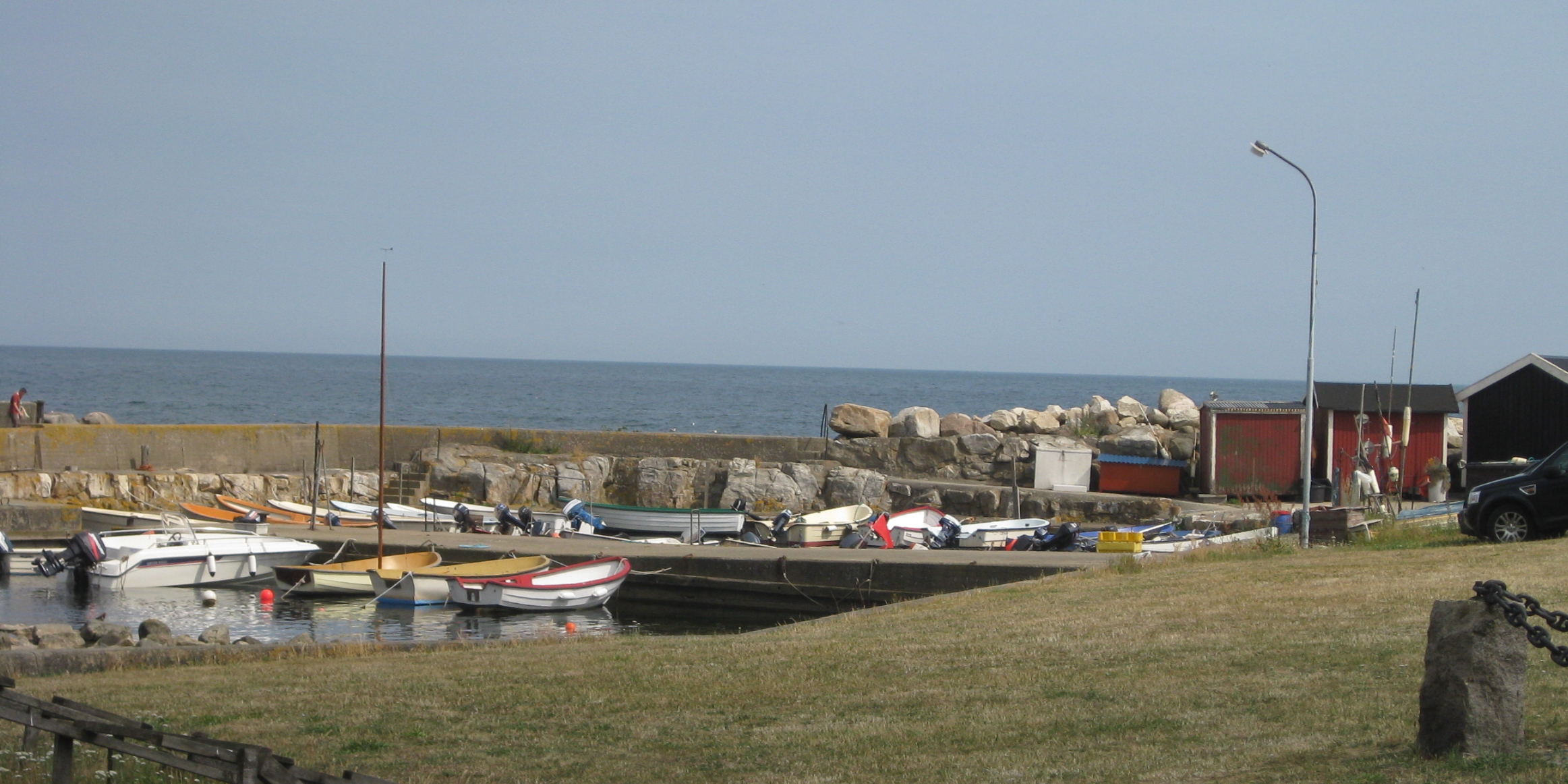
Delar av södra hamnen

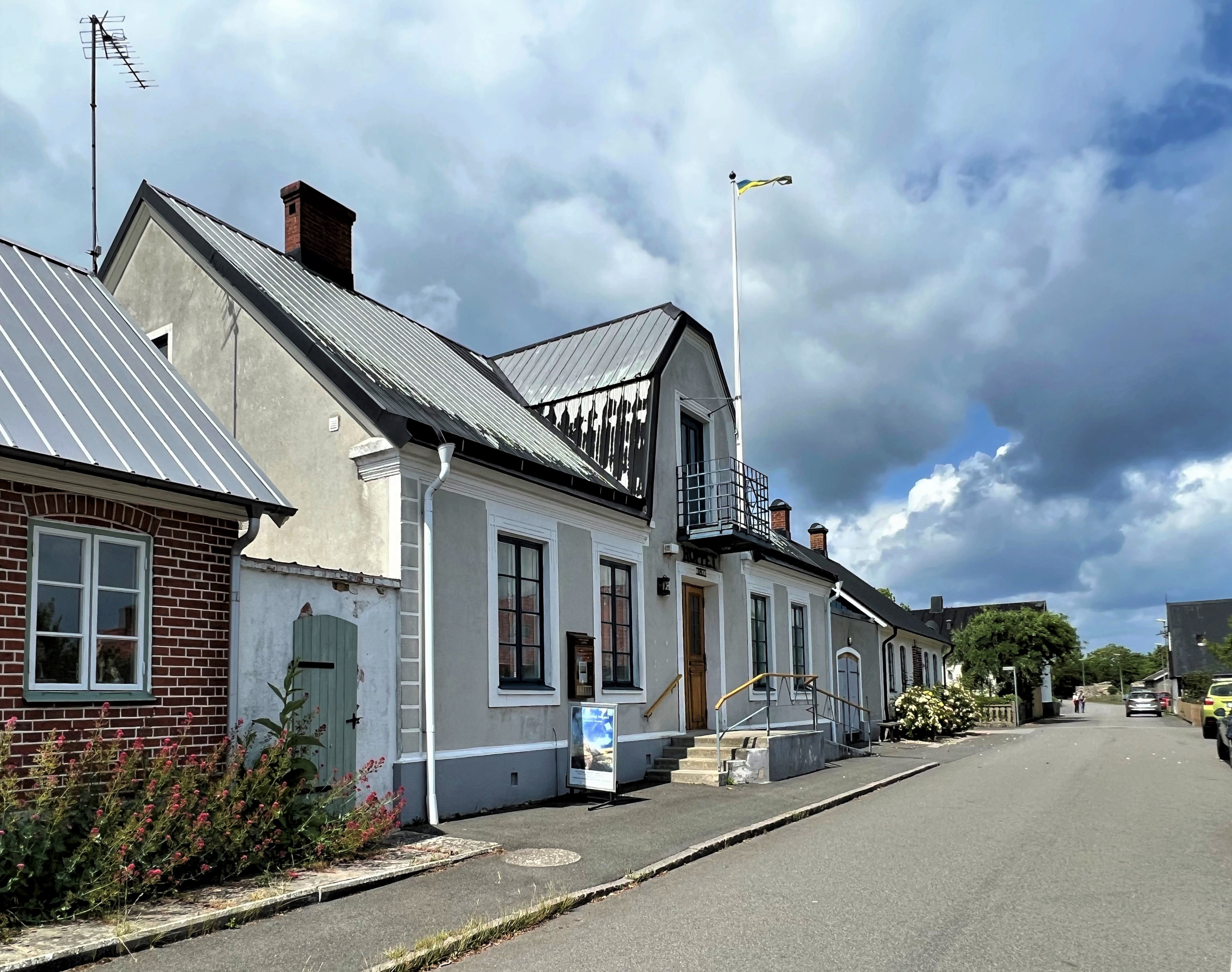
Sjöfartsmuseet Hoppet

Brantevik var 1894–1952 Branteviks municipalsamhälle i Simris landskommun och Östra Nöbbelövs landskommun, varefter samhället uppgick i Simrishamns stad. 
I Brantevik finns Sjöfartsmuseet Hoppet, som ställer ut kaptenstavlor, fartygsmodeller samt sjöräddningsutrustning från Sjöräddningsstationens tid åren 1855 till 1957.

### Befolkningsutveckling
| Befolkningsutvecklingen i Brantevik 1900–2020 | Befolkningsutvecklingen i Brantevik 1900–2020 | Befolkningsutvecklingen i Brantevik 1900–2020 | Befolkningsutvecklingen i Brantevik 1900–2020 | Befolkningsutvecklingen i Brantevik 1900–2020 |
| --------------------------------------------- | --------------------------------------------- | --------------------------------------------- | --------------------------------------------- | --------------------------------------------- |
|                                               |                                               |                                               |                                               |                                               |
| År                                            |                                               |                                               | Folkmängd                                     | Areal (ha)                                    |
| 1900                                          | 1900                                          |                                               | 1 056                                         | †                                             |
| 1960                                          | 1960                                          |                                               | 629                                           |                                               |
| 1965                                          | 1965                                          |                                               | 517                                           |                                               |
| 1970                                          | 1970                                          |                                               | 401                                           |                                               |
| 1975                                          | 1975                                          |                                               | 389                                           |                                               |
| 1980                                          | 1980                                          |                                               | 410                                           |                                               |
| 1990                                          | 1990                                          |                                               | 482                                           | 68                                            |
| 1995                                          | 1995                                          |                                               | 551                                           | 69                                            |
| 2000                                          | 2000                                          |                                               | 463                                           | 69                                            |
| 2005                                          | 2005                                          |                                               | 451                                           | 69                                            |
| 2010                                          | 2010                                          |                                               | 409                                           | 69                                            |
| 2015                                          | 2015                                          |                                               | 380                                           | 87                                            |
| 2020                                          | 2020                                          |                                               | 353                                           | 86                                            |
| † Befolkning runt ett municipalsamhälle 1900. |                                               |                                               |                                               |                                               |

## Näringsliv
Ursprungligen var ortens huvudnäringar sjöfart, fiske och jordbruk. Numera är turism den viktigaste näringen.